# هارولد باركلي
هارولد باركلي (بالإنجليزية: Harold Barclay)‏ هو عالم إنسان وكاتب أمريكي، ولد في 3 يناير 1924 في نيوتن في الولايات المتحدة، وتوفي في 20 ديسمبر 2017 في فيرنون في كندا.